# Onderschildering

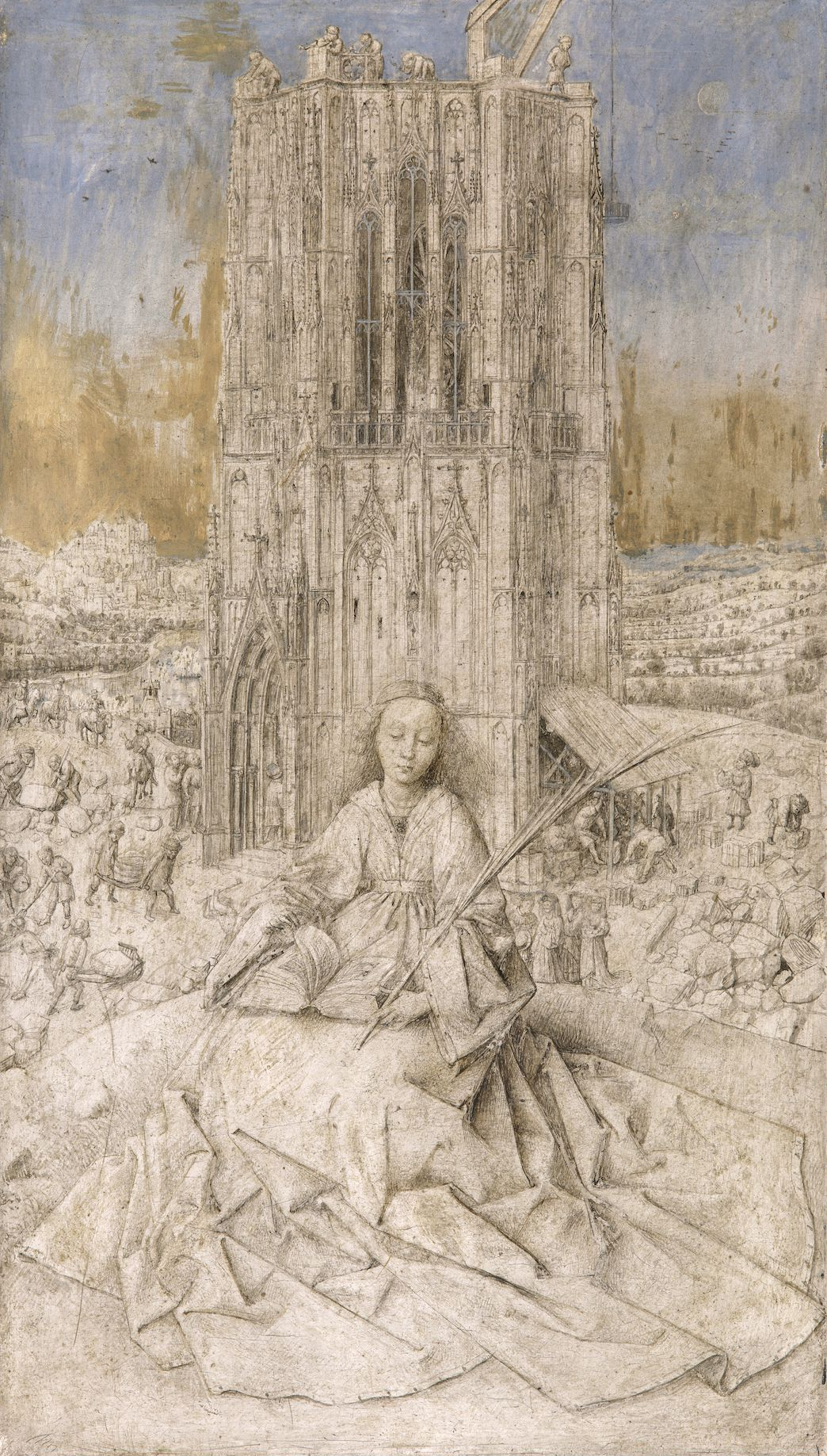
Jan van Eyck, Heilige Barbara van Nicodemië, olieverf op paneel, doodverf of onderschildering die op de luchtpartij na niet verder afgewerkt werd

Een onderschildering is de initiële verflaag van een schilderij die op het met een grondlaag voorbereide canvas of paneel werd aangebracht en waarop de uiteindelijke afbeelding werd geschilderd. In het oude schildersjargon werd onderschildering doodverf genoemd.
Onderschildering moet niet worden verward met de imprimatura. De imprimatura tempert het wit of de meestal lichte toon van de grondlaag en geeft aan het ganse oppervlak een eerste kleurtonaliteit. Deze laag werd aangebracht om de ondergrond minder absorberend te maken en daarop kon de schilder dan beginnen met zijn onderschildering of het definitieve schilderwerk.

## Functie
De intensiteit van de kleuren, de schaduwen en lichtpartijen op een voltooid schilderij worden in hoge mate bepaald door de onderliggende verflagen en dus door de onderschildering. Dit is te verklaren door de reflectie en absorptie van het licht in de over elkaar liggende verflagen en de lichtbreking in elke laag. De transparantie van een verflaag is afhankelijk van de korrelgrootte van de pigmenten, de structuur en dikte van de laag en het verschil in brekingsindex tussen het pigment en het gedroogde bindmiddel. Het boven elkaar aanbrengen van verschillende tinten met verschillende transparantie geeft dus aanleiding tot kleurschakeringen zonder dat de schilder verplicht is de basiskleuren te vermengen.
Dikwijls werd daarom de kleur van de onderlaag gewijzigd door het aanbrengen van een imprimatura die de grondtoon van het totale werk bepaalde, maar evengoed werd op bepaalde delen van het schilderij de imprimatura weggelaten om een bepaald kleureffect te bereiken. Na de imprimatura schilderde de artiest de onderschildering, hetzij in aparte kleurvlakken die nadien werden afgewerkt of hij begon de schaduw en lichtpartijen van de ganse compositie uit te werken met aardkleuren (verdaccio) in grisaille of met basiskleuren om daarna de definitieve kleurpartijen aan te brengen. Beide technieken werden ook naast elkaar toegepast door dezelfde kunstenaar zelfs op één schilderij. Daarbij werd dikwijls een andere techniek gebruikt voor incarnaten, draperingen, achtergrond en luchten.

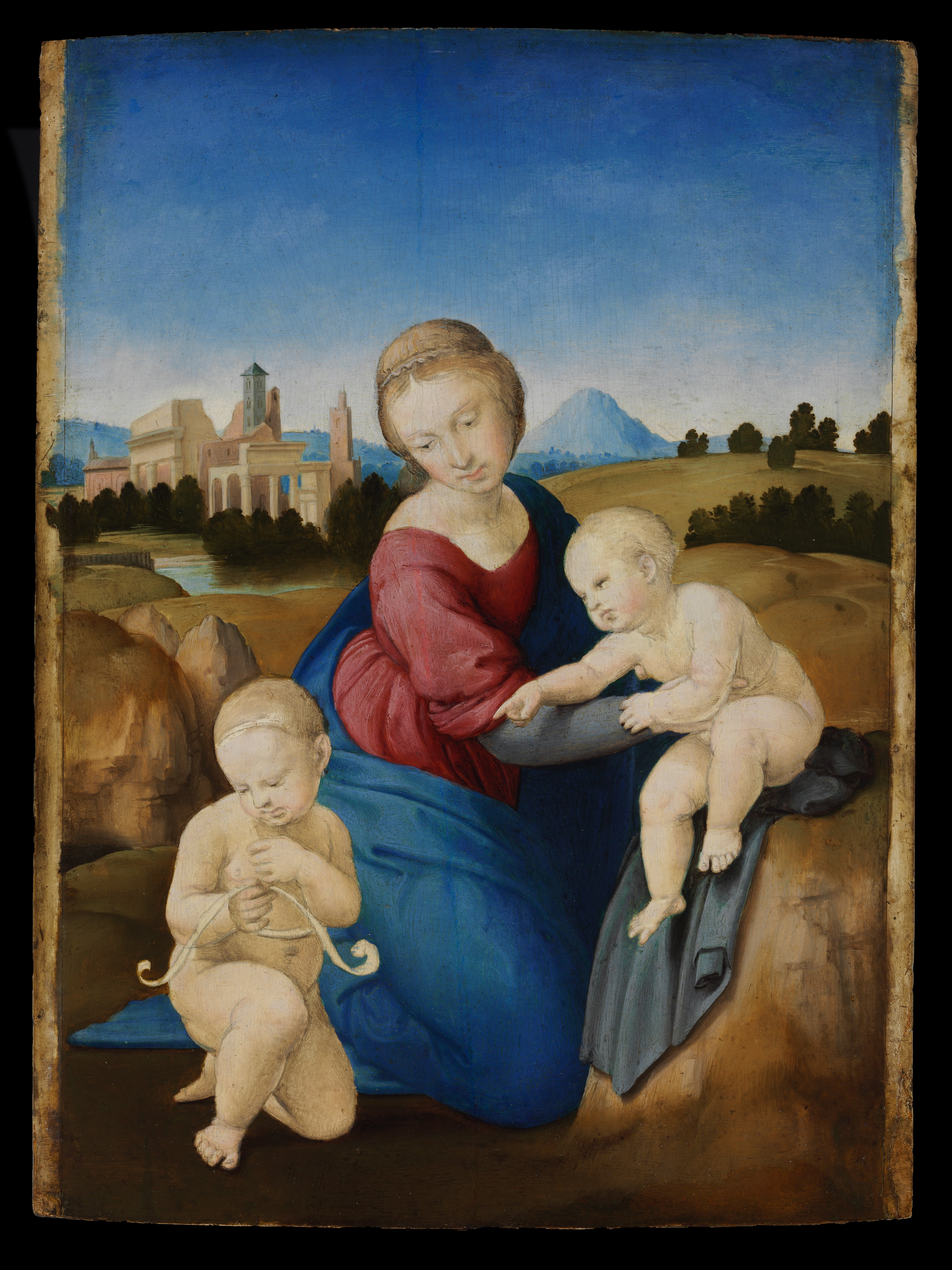
Rafaël, Esterhazy Madonna

Onderschildering was dus bedoeld om de toon van de daarna aan te brengen kleuren te beïnvloeden en om eventueel een basis te leggen voor de schaduwpartijen, ze was dus niet noodzakelijk monochroom maar kon aangepast aan de kleuren die erover moesten geschilderd worden.
De imprimatura en de onderschildering werden normalerwijze aangebracht na de eventuele ondertekening. Het is dus perfect mogelijk dat in de onderschildering, de compositie al volledig en in verschillende kleuren is uitgewerkt maar dat het schilderij daarna nooit volledig werd afgewerkt. Met de Esterhazy Madonna van Rafaël hierbij kan men zich een beeld vormen van een dergelijk gedeeltelijk “onafgewerkt” schilderij: de incarnaten in dit doek zijn blijven steken in de onderschildering vanwege een plots vertrek van de schilder voor een andere opdracht.

## Onderzoek
Onderschilderingen die geen koolstof bevatten kunnen niet met infraroodreflectografie worden onderzocht en ook onderzoek met röntgenstraling levert niet veel resultaten. beide onderzoeksmethoden geven trouwens geen informatie over het kleurgebruik in de onderschildering. De basistechniek bij het onderzoek bestaat dan ook uit het bestuderen van de verflagen onder de stereomicroscoop en het nemen van verfmonsters (destructief onderzoek). Maar die technieken geven informatie over een specifiek punt op het schilderij en zijn dus moeilijk te gebruiken als een representatief model voor het ganse schilderij. 
Gelukkig kan veel informatie over onderschildering of doodverf worden teruggevonden in historische schriftelijke bronnen, maar de beste studiebron voor doodverf zijn schilderijen die in gedoodverfde toestand bewaard zijn gebleven en nooit werden afgewerkt. Dat kon verschillende oorzaken hebben: de schilder kon overleden zijn voor het werk klaar was, of hij werd opgeslorpt door een andere bezigheid. Maar dikwijls hadden schilders een reeks werken klaar staan in het stadium van onderschildering. Eventuele klanten konden dan hieruit een werk kiezen dat dan op korte termijn kon afgewerkt worden. Ook slecht uitgevoerde restauraties of onoordeelkundig reinigen van schilderijen kon als resultaat hebben dat de doodverf gedeeltelijk werd blootgelegd.
|                                                                                            |  |                                                                                            |
| Rogier van der Weyden, Lucas tekent de Madonna, ca. 1425-1430, Museum of Fine Arts, Boston |  | Maarten van Heemskerck, Lucas Schildert de Madonna, ca. 1550, Musée des Beaux-Arts, Rennes |

Maar ook de technologie staat niet stil, recent werden nieuwe technieken ontwikkeld zoals de terahertz time-domain spectroscopie (THz-TDS) en X-srtaal laminografie. Het zijn veelbelovende technieken om schilderijen in de diepte te onderzoeken. Teraherz of ver-infraroodstraling kan gebruikt worden om de verschillende grenslagen in de verflagen op een schilderij te analyseren door het te belichten met een extreem korte flits van THz straling en de gereflecteerde puls te analyseren. De methode kan wat het werkingsprincipe vergeleken worden met de akoestische echografie die in de medische beeldvorming gebruikt wordt. X-stralen laminografie laat toe de laagopbouw op een bepaalde plaats van een schilderij gedetailleerd weer te geven en is dus een non-destructief alternatief voor de destructieve studie van verfmonsters.
Ook schilderijen die schilders aan het werk tonen rechtstreeks of gereflecteerd in spiegels of zilverwerk tonen ons bepaalde aspecten van de schildertechniek. Typisch hiervoor zijn de talrijke werken (uit verschillende stijlperiodes) waarop de heilige Lucas werd afgebeeld terwijl hij de Maagd aan het schilderen was. Op het voorbeeld van Rogier van der Weyden hierbij zien we Lucas de zilverstift gebruiken om Maria te schetsen, duidelijk als een ontwerptekening voor een schilderij. Deze bron moet uiteraard met de nodige voorzichtigheid worden geïnterpreteerd: kopiisten van handschriften werden ook dikwijls afgebeeld als schrijvend in een codex hoewel dit nooit de gangbare praktijk was.

## Evolutie
Onderschildering werd al gebruikt in de antieke tijd, maar het gebruik evolueerde in de loop van de tijd en was uiteraard afhankelijk van de meester die het gebruikte. De onderschildering kan het resultaat zijn van grondig voorbereidend werk, een neerslag van het voorafgaande denkwerk van de meester zoals bij Federico Barocci, maar ze kan ook ontstaan zijn in het creatieve proces zelf, wat we terugvinden in de werken van Titiaan, Velázques en Rembrandt.

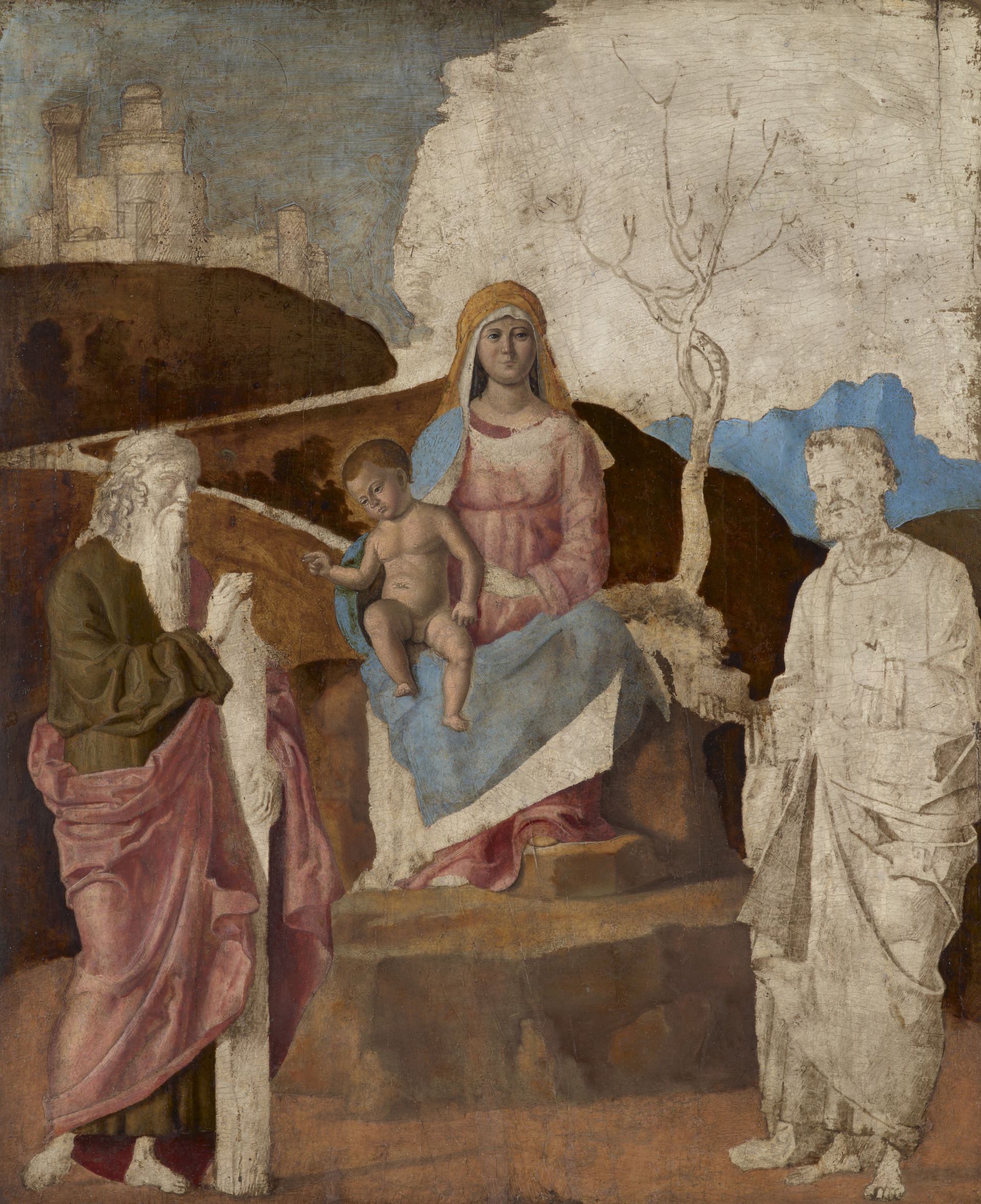
Cima da Conegliano, Madonna met kind tussen Andreas en Petrus, National Gallery of Scotland

In de 15e en 16e eeuw werkte men meestal zone per zone. Nadat het paneel of het canvas waren geprepareerd en de schilder eventueel een imprimatura had aangebracht werd de studie overgebracht op deze onderlaag. Daarna ging men de voornaamste oppervlaktes invullen met kleuren die dan, na de noodzakelijke droogperiode, met opeenvolgende lagen verf en lak verder werden afgewerkt. Tussen elke laag kreeg het werk uitgebreid de tijd om te drogen. Deze techniek wordt prachtig geïllustreerd in het onafgewerkte schilderij van Cima da Conegliano hierbij, waarop men verschillende stadia (grondlaag, ondertekening, onderschildering) in het schildersproces naast mekaar kan zien. De draperingen in het kleed van de heilige Andreas zijn al voor een gedeelte uitgewerkt en gemodelleerd met meer en minder verzadigde lokaaltinten voor de licht- en schaduwpartijen en ook aan de huidkleur van de Maagd en het Kind is al gewerkt, waar dit niet het geval is bij Andreas. De boom rechts van de Maagd en de heilige Petrus zijn nog in het stadium van de ondertekening. Op de lucht achter de boom zien we nog de grondlaag en het landschap links werd al deels onderschilderd met bruine, grijze  en blauwe tinten. Het blauw in de lucht achter de heilige Petrus is van latere datum.
Deze techniek werd trouwens ook gebruikt in de boekverluchting zoals men kan zien op de miniatuur van Lucas die de heilige Maagd schildert op folium 558 van het Breviarium Mayer van den Bergh. Men zou, een beetje oneerbiedig, deze techniek kunnen definiëren als het maken van mooi binnen de lijntjes gekleurde tekeningen.
Doodverven of onderschilderen in zones wordt dus voornamelijk in verband gebracht met de technieken van voor de 17e eeuw, maar er zijn verscheidene onvoltooide werken die getuigen dat de techniek nog veel later gebruikt werd zoals in de ‘Toespraak van Frederik II aan zijn Generaals voor de Slag bij Leuthen’ (1859-61) van Adolph von Menzels in de Berlijnse Nationalgalerie en andere grote historiestukken uit de negentiende eeuw.
Ook de manier van omgaan met de kostbare pigmenten was een reden voor de zone per zone techniek. Op schilderijen van Lucas die de madonna schildert kan men aan het palet van de schilder zien dat niet alle kleuren tegelijkertijd voorhanden waren, maar alleen de kleuren die tegelijkertijd gedurende één sessie in het schilderij werden gebruikt. De reden hiervoor was de snelle droogtijd van de verf die met de hand moest bereid worden, snel opdroogde en onbruikbaar werd. Dit zal zo blijven tot in de 19e eeuw. Het is pas met de uitvinding en het gebruik van de verftube dat dit wezenlijk zal veranderen.

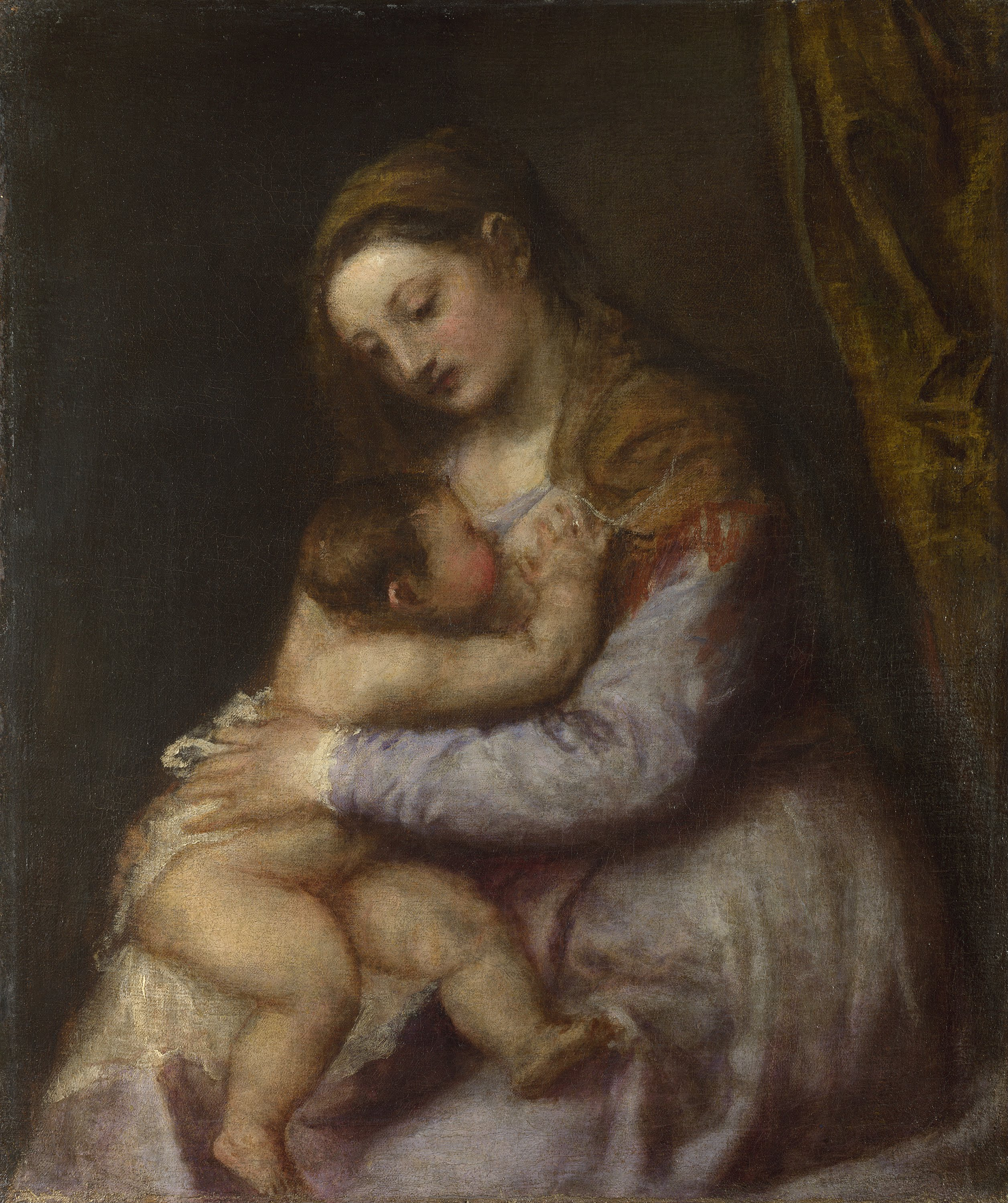
Titiaan, Madonna lactans, National Gallery, Londen

Het resultaat van de zone per zone techniek was een verzameling van scherp afgelijnde kleurvlakken die, zeker voor de leek, geen goed beeld gaven van wat het uiteindelijke werk zou worden. Maar sommige meesters begonnen vanaf het begin van de zestiende eeuw een andere techniek te gebruiken en een onderschildering te maken die al vanaf het begin aansloot bij de beoogde compositie. De grenslijnen van de kleurvlakken in het geheel werden al van bij het begin van het doodverven met mekaar versmolten zodat de onderschildering al heel snel een evenwichtige indruk maakte en een idee gaf van het gewenste eindresultaat. Een voorbeeld hiervan is de Madonna lactans van Titiaan hierbij. Door deze manier van werken evolueerde het schilderij geleidelijk van ontwerp naar eindresultaat in een min of meer continu proces ten overstaan van het vroegere stappenprocedé. Het is dikwijls moeilijk om heden ten dage te besluiten of een werk nu als voltooid moet beschouwd worden of niet. Een klassiek voorbeeld hiervan is de Heilige Barbara van Jan Van Eyck bij dit artikel afgebeeld.
Deze techniek zou stilaan evolueren naar de techniek van  het alla prima schilderen (ook nat-in-nat schilderen genoemd), waarbij de artiest niet wacht op het drogen van de vorige laag alvorens de volgende laag aan te brengen zodat het onderschilderen en het opschilderen tot een proces worden versmolten. Sommigen zien dit als een duidelijke tegenpool van het laag-per-laag schilderen. Dat dit zeker niet het geval is mag blijken uit het feit dat ook meesters uit de eerste helft van de vijftiende eeuw, zoals Rogier ven der Weyden, al de nat-in-nat techniek combineerden met het laag-per-laag schilderen. Het alla prima schilderen werd zeer populair in de eerste helft van de zeventiende eeuw.
Uiteraard zijn er kunstenaars die hun eigen techniek ontwikkelden en gebruikten en dus anders werkten dan hier werd beschreven. Vanaf de negentiende eeuw, met het aantreden van de impressionisten werd onderschildering minder of totaal niet meer gebruikt.

## Kleuren
De schilder zal een keuze maken voor de kleur van de onderschildering in functie van de beoogde kleur van het eindresultaat. De tinten die hij gebruikt voor het onderschilderen kunnen verwant zijn aan de kleur van het gewenste eindresultaat, maar ze kunnen ook redelijk afwijkend zijn.

### Huidtinten

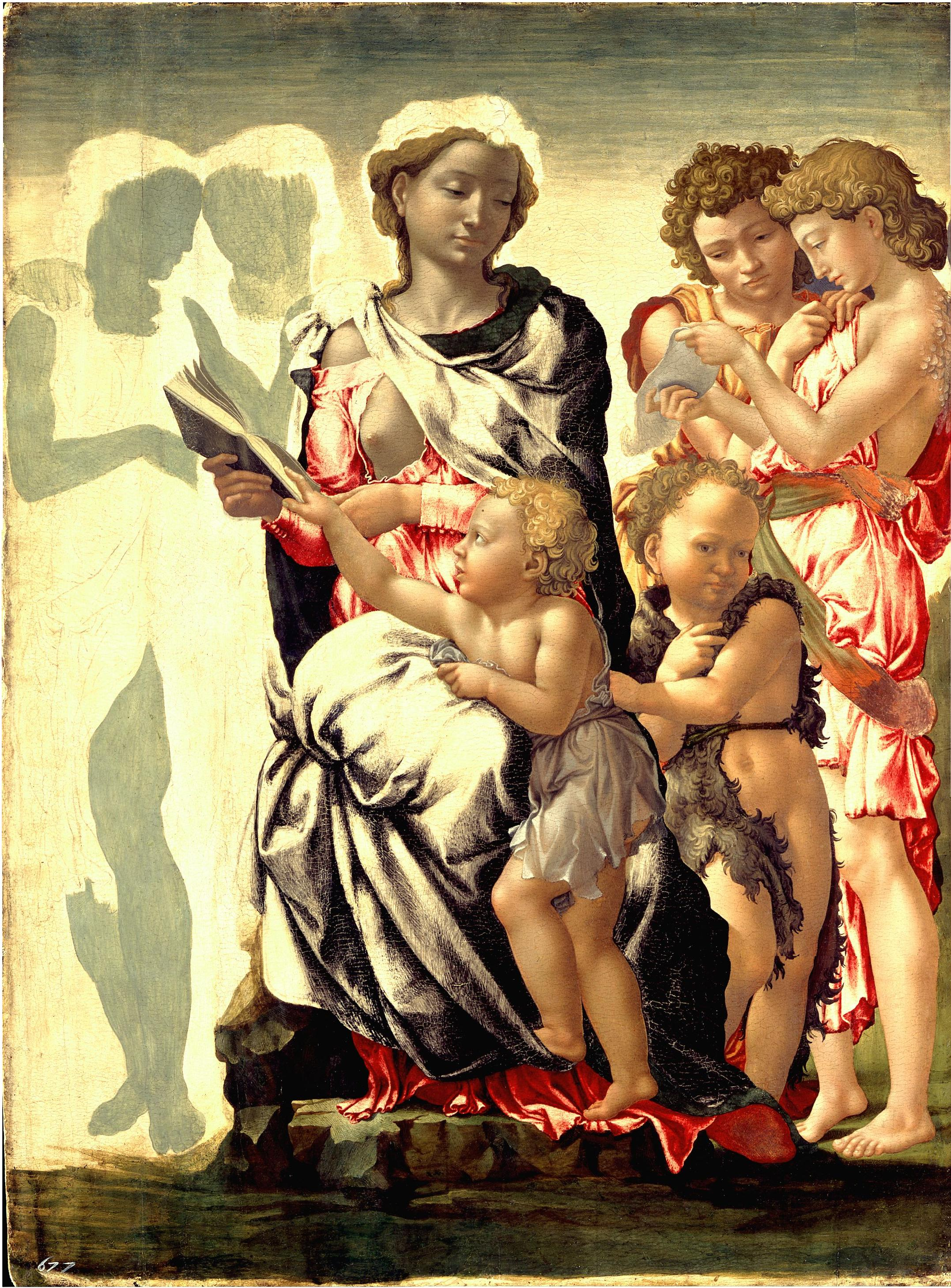
Michelangelo, Manchester Madonna, National Gallery, Londen

Het correct weergeven van huidtinten en lichtschakeringen op de huid werd gezien als een van de moeilijkste opdrachten van een schilder. Een van de redenen hiervoor is dat de lichamelijke kenmerken door de toeschouwer nauwkeuriger zullen bestudeerd worden dan bijvoorbeeld de draperingen omdat we gewoon zijn in het dagelijks leven bepaalde kenmerken van een persoon zoals ouderdom, gezondheid emoties en dergelijke, af te leiden uit het aspect van de huid. Bovendien is de huid een complex gegeven: de huidtint is, ook al lijkt hij monochroom, toch het resultaat van een aantal subtiele nuances van kleur en van aspect. Bovendien is de huid noch opaak noch doorzichtig, maar heeft ze iets van beide wat tot complexe lichteffecten op de huid resulteert.
Voor het schilderen (en onderschilderen) van de huid werden in de loop der tijden verschillende technieken gebruikt. De Byzantijnen gebruikten de term andreikelon (ἀνδρείκελον of άνδρείχελον) om de kleur van het lichaam te beschrijven. De eerste recepten zijn teruggevonden in de anonieme tekst Mappae Clavicula uit de achtste eeuw. Maar ook de monnik Theophilus beschreef recepten voor huidschildering in zijn Schedula diversarum artium (1100-1120) en in het zogenoemde Schilderboek gevonden op de berg Athos (na 1300) werd veel aandacht besteed aan het correct weergeven van de huidtint.
Uit de traditie van de Byzantijnen stamt het Italiaanse Verdaccio. Het verdaccio was een monochrome onderschildering met een groen-grijze tint (groene aarde en loodwit) die populair was in Italië, maar ook daarbuiten frequent gebruikt werd voor de onderschildering van huidpartijen. In de donkere beschaduwde partijen werd de verdaccio laag dikwijls nauwelijks overschilderd. Niettemin werden, naast het verdaccio dat populair is geworden uit de beschrijving van Cennini, ook in het atelier van Giotto, volgens Cennini de kampioen van het verdaccio, andere onderschilderingen gebruikt voor huidtinten. Op de Manchester Madonna een onafgewerkt paneel toegeschreven aan Michelangelo kan men duidelijk deze verdaccio onderschildering herkennen.
Het gebruik van de groene onderschildering verspreidde zich ook buiten Italië maar is ook hier allesbehalve exclusief. Bij Rogier Van der Weyden en zijn atelier vindt men dikwijls grijze onderschilderingen voor de incarnaten, maar ook bij Van Dijck, Strozzi, Rembrandt en Verspronck zijn grijze onderschilderingen voor de incarnaten terug te vinden.

### Andere partijen
Ook bij de onderschildering van andere delen van een schilderij maakt men gebruik van onderschilderingen in lokaalkleur. Meestal werden bij de onderschilderingen in lokaalkleuren goedkopere pigmenten gebruikt dan voor de toplagen. Zo zal men voor blauw gebruikmaken van azuriet, smalt of indigo en niet van het duurdere ultramarijn.
Men gebruikt in het algemeen voor de onderlaag dezelfde tinten als voor de toplaag tenzij men speciale effecten wil bekomen zoals een blauwe mantel met een purperen schijn. In dergelijke gevallen mengt men rood door de blauwe onderschildering.
Soms gebruikt men ook kleurcombinaties zoals een blauwe onderschildering met een gele toplaag om een groene tint te bekomen bijvoorbeeld voor gebladerte. Als de toplaag hiervan met de tijd transparanter wordt kan men op die manier blauwachtig gebladerte zien op een schilderij.

### Grisaille

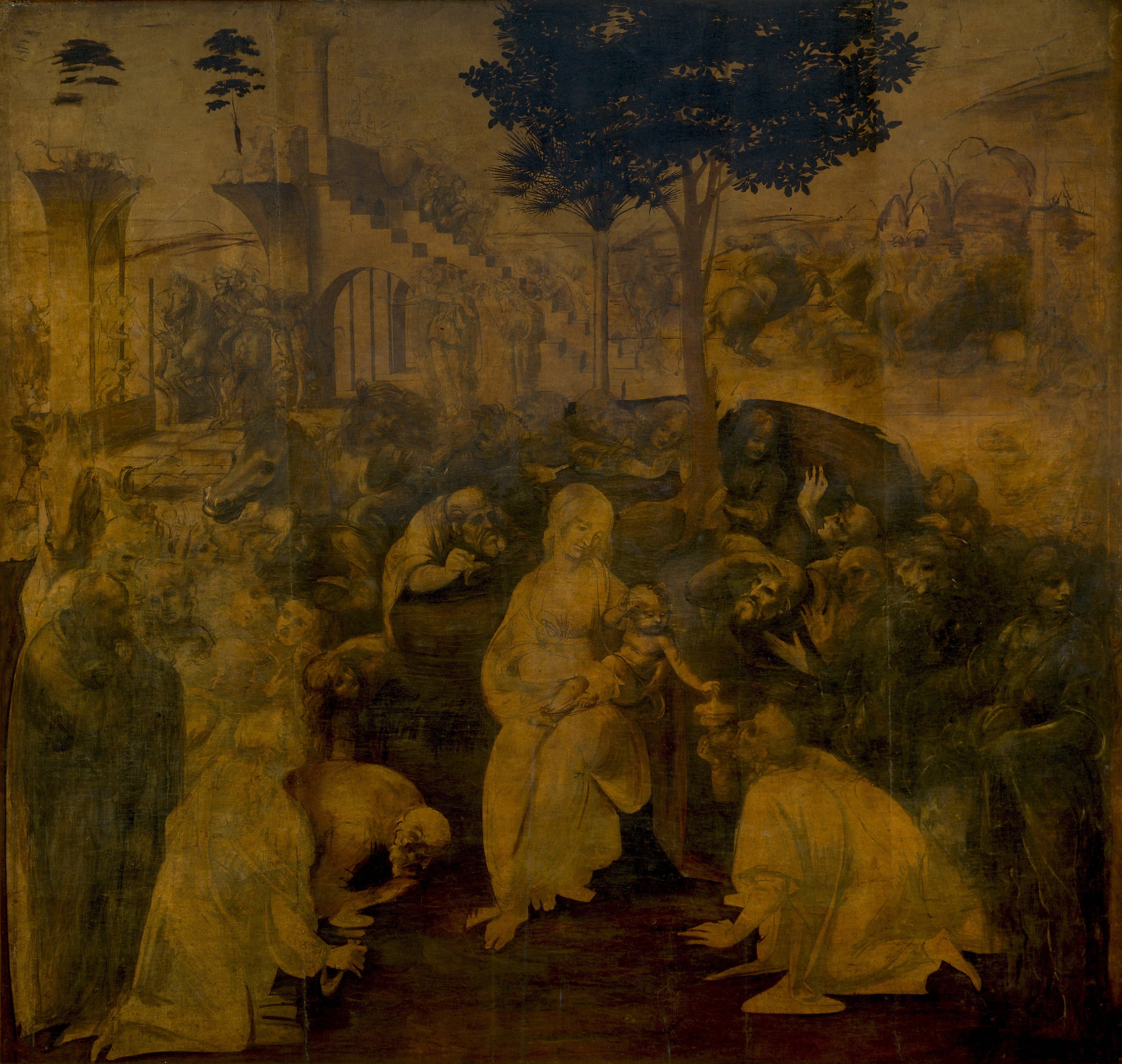
Leonardo da Vinci, Adorazione dei Magi, Uffizi, Florence

Grisaille of chiaroscuro is de techniek waarbij de schilder gebruikmaakt van grijstonen gaande van wit tot zwart om de driedimensionale aspecten van zijn onderwerp weer te geven, zijn beeld te modelleren. Als dit in een andere tint gedaan wordt noemt men het camaieu. Grisaille kon gebruikt worden voor het uiteindelijke voltooide werk, bijvoorbeeld om beeldhouwwerk te imiteren. Een bekend voorbeeld hiervan zijn de panelen van Johannes de Doper en Johannes de Evangelist op de buitenzijde van het Lam Gods van de gebroeders Van Eyck. Maar grisaille werd ook gebruikt als onderschildering eigenlijk met dezelfde bedoeling: het modellé van het afgewerkte doek of paneel voorbereiden.
De techniek bestond al langer en werd onder meer gebruikt door Giotto in zijn fresco's en door Pietro Cavallini maar het gebruik in de combinatie met olieverf werd populair dankzij Leonardo da Vinci.  Grisaille kon zowel voor de totale compositie worden gebruikt als voor bepaalde onderdelen. Het wordt dikwijls gebruikt onder kleding en draperingen om volume aan de stoffen te geven zoals te zien is in het werk van Leonardo da Vinci hierbij. Ook het chiaroscuro werd evengoed als het verdaccio ten noorden van de Alpen gebruikt, onder meer door Jan Gossaert, Cornelis van Cleve, Vicent Sellaer en El Greco. De arceringen die gebruikt werden in de zeer gedetailleerde ondertekeningen of onderschilderingen van meesters uit de late middeleeuwen of de vroege Renaissance kunnen beschouwd worden als een voorloper van de chiaroscuro techniek omdat ze hetzelfde effect hebben na overschildering: de gearceerde zones lijken donkerder voor de toeschouwer.